# Oxyfiele cel

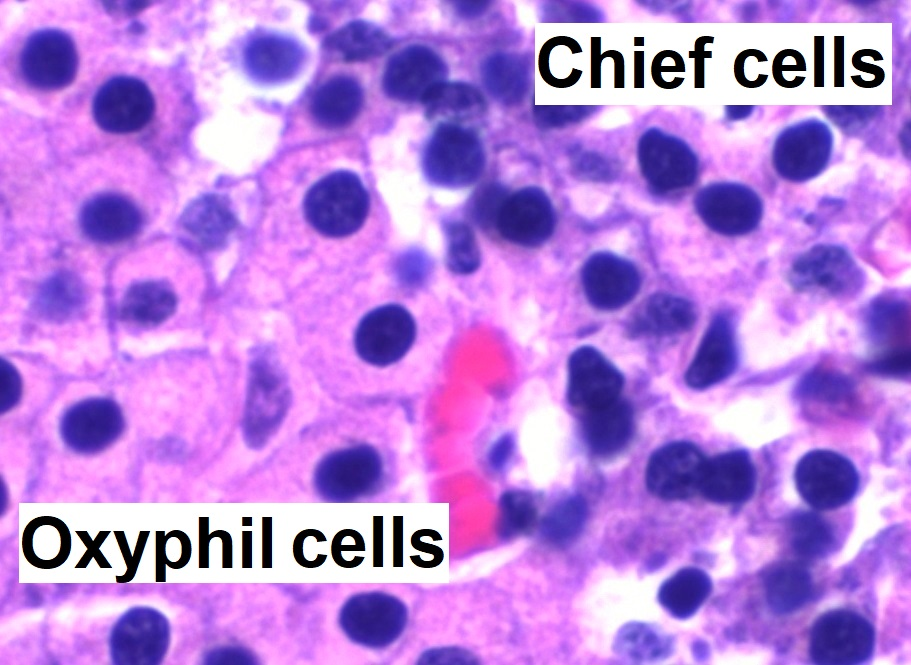
De cellen met oranje/roze kleuring in het cytoplasma zijn oxyfiele cellen. Chief cells: Parathyroïde hoofdcellen

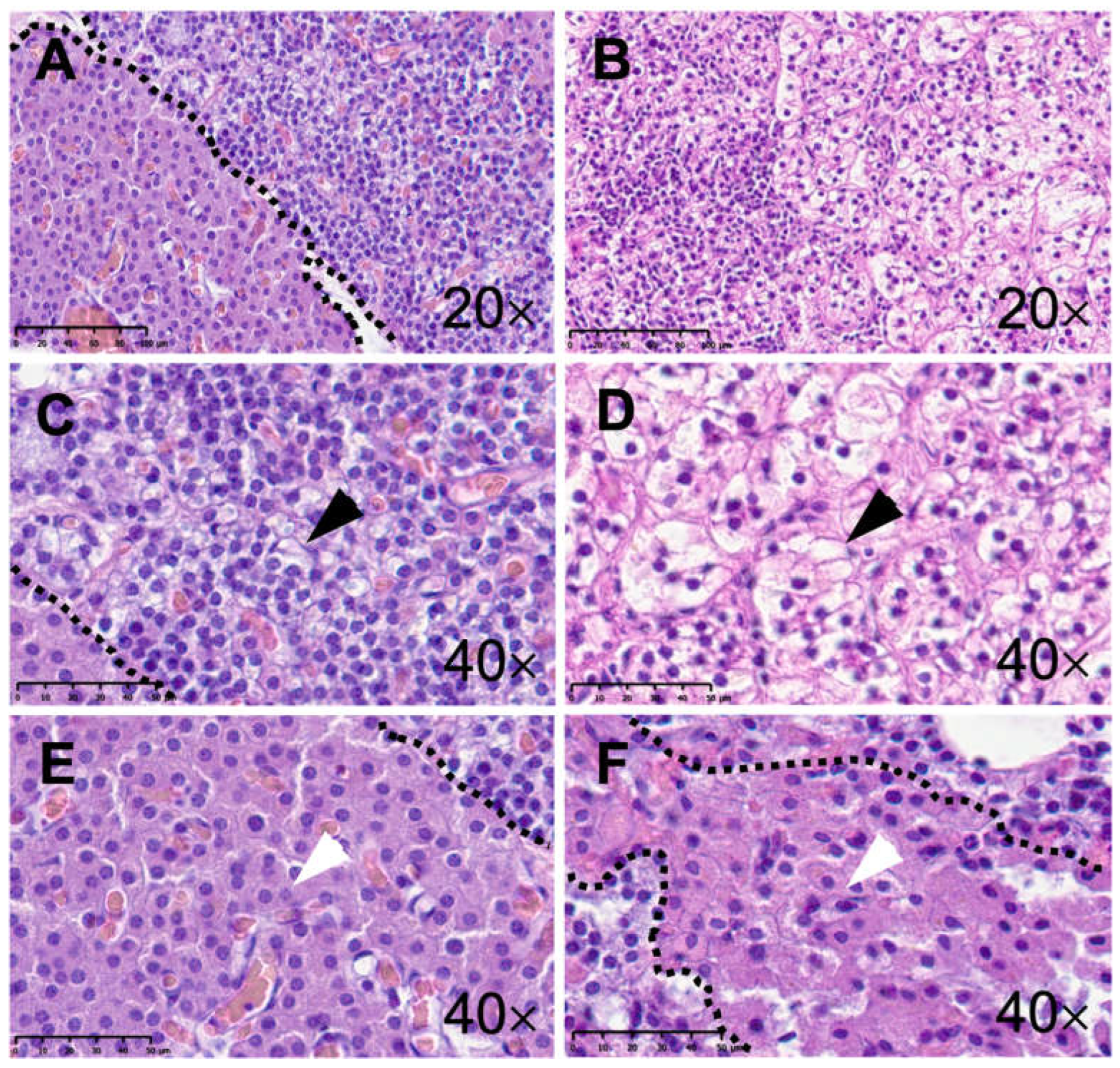
A, C, E microfoto's van gezond bijschildklierweefsel en B, D, F weefsel van patiënten met primaire hyperparathyreoïdie (pHPT). A met een pool van hoofdcellen aan de rechterkant en een pool van oxyfiele cellen aan de linkerkant van de demarcatie lijn. C, E respectievelijk hoofdcellen (zwarte pijl) en oxyfiele cellen (witte pijl) bij hogere vergroting (schaalbalk: 50 µm). B toont een overzicht van humaan bijschildklierweefsel van een patiënt met pHPT. D, F hoofdcellen (zwarte pijl) en oxyfiele cellen (witte pijl) bij hogere vergroting (schaalbalk: 50 µm).

Oxyfiele cellen,  parathyroïde oxyfiele cellen of oncocyten zijn een van de twee celtypen die in de bijschildklier worden aangetroffen; de andere is de parathyroïde hoofdcel. Oxyfiele cellen worden slechts bij een beperkt aantal diersoorten aangetroffen, waaronder de mens.
Deze cellen bevinden zich in clusters in het midden en aan de periferie. Oxyfiele cellen zijn niet aanwezig bij baby's zoals hoofdcellen en kunnen uit deze laatste voortkomen gedurende de puberteit. Oxyfiele cellen hebben een hogere oxidase en hydrolyse enzymactiviteit dan de hoofdcellen. Oxyfiele cellen nemen in aantal toe met de leeftijd.
Oxyfiele cellen in de schildklier worden vaak Hürthle cellen genoemd. Hoewel de termen oncocyt, oxyfiele cel en Hürthle-cel door elkaar worden gebruikt, wordt "Hürthle cel" alleen gebruikt om cellen van folliculaire oorsprong in de schildklier aan te duiden.

## Structuur
Oxyfiele cellen kunnen tweekernig zijn en de eiwitten in hun cytoplasma zijn basisch, wat resulteert in acidofiele cytoplasma's. Cytochemisch gezien lijken oxyfiele cellen en C-cellen redelijk op elkaar. Oxyfiele cellen zijn veel groter (12–20 μm) vergeleken met hoofdcellen (6–8 μm) en kleuren ook lichter dan hoofdcellen. Oxyfiele cellen hebben een cytoplasma gevuld met vele, grote mitochondriën. Oxyfiele cellen bevatten overvloedig cytoplasmatisch glycogeen en ribosomen die verspreid tussen de mitochondriën liggen. Het endoplasmatisch reticulum, het golgicomplex en de secretiegranula (korrels met uitscheidingen) zijn slecht ontwikkeld in oxyfiele cellen van normale bijschildklieren.

## Functie
Bij nucleaire geneeskundige scans nemen ze selectief de Technetium-sestamibi-complexradiotracer op om de afbakening van de klieranatomie mogelijk te maken. Oxyfiele cellen blijken parathyroïde-relevante genen tot expressie te brengen die in de hoofdcellen worden gevonden en hebben het potentieel om extra autocriene/paracriene stoffen te produceren, zoals parathorhormoon-gerelateerd proteïne (PTHrP) en calcitriol. Paracriene stoffen werken lokaal in op naburige cellen en autocriene stoffen werken op de producerende cel zelf. Oxyfiele cellen blijken ook een hogere oxidase en hydrolyse enzymactiviteit te hebben dan de hoofdcellen, omdat ze meer mitochondriën hebben. Oxyfiele cellen hebben aanzienlijk meer calcium-gevoelige receptoren (CaR's) dan hoofdcellen.

### Calcium-sensorische receptor (CaR)
De secretie van het parathormoon wordt gereguleerd door de interactie van de calcium-sensorische receptor met calcium in het bloed. De calcium-sensorische receptor is aanwezig op het celmembraan van de oxyfiele en parathyroïde hoofdcellen. De CaR is een G-proteïnegekoppelde receptor, als onderdeel van de glutamaatfamilie (Klasse C). De CaR is verdeeld in drie algemene eiwitdomeinen. Deze omvatten een NH2-terminaal extracellulair uiteinde, een COOH-terminaal intracellulair uiteinde en zeven transmembraaneiwitdomeinen. De CaR interageert positief met fosfolipase C en adenylylcyclase. De CaR omvat fosforyleringsplaatsen voor tyrosinekinase C en tyrosinekinase A. De fosforylering van fosfolipase C blijkt de secretie van het parathormoon te remmen vanwege hoge calciumgehaltes in het bloed. De functie van de proteïnekinase A-plaatsen is niet bekend.

## Klinische betekenis
Oxyfiele cellen worden aangetroffen in oncocytomen van de nieren, endocriene klieren en speekselklieren. Een oncocytoom is en adenoom bestaande uit oxyfiele cellen (oncocyten). Ook bij primaire hyperparathyreoïdie komen oxyfiele cellen voor.